# Малкольм Икс
Малкольм Икс (англ. Malcolm X), или эль-Хадж Малик эш-Шабазз (араб. الحاجّ مالك الشباز‎; при рождении Малкольм Литтл (англ. Malcolm Little); 19 мая 1925, Омаха, Небраска — 21 февраля 1965, Нью-Йорк) — афроамериканский исламский духовный лидер и борец за права чернокожих. Среди сторонников Икс известен как защитник прав чернокожего населения США, резкий критик американцев европейского происхождения, виновных, по его мнению, в преступлениях против афроамериканцев. Противники Икса обвиняли его в апологии расизма и насилия. Икс был назван одним из наиболее влиятельных афроамериканцев в истории.
В шесть лет Икс лишился отца, который, по слухам, был убит белыми расистами. Семь лет спустя мать Малкольма была помещена в психиатрическую больницу, после чего мальчик оказался в приёмной семье. В двадцать лет он был осуждён за кражу, взлом и проникновение. Находясь в тюрьме, он присоединился к религиозно-националистической афроамериканской организации «Нация ислама» и после освобождения в 1952 году быстро стал одним из её лидеров. На протяжении двенадцати лет он являлся лицом этой группы, отношение к которой было довольно противоречивым. В соответствии с доктриной организации Икс распространял точку зрения о превосходстве чёрных, призывал к разделению американцев европейского и африканского происхождения и насмехался над интеграционными чаяниями активистов движения за гражданские права чернокожих.
В марте 1964 года Икс разочаровался в деятельности «Нации ислама» и её главы Элайджи Мухаммада и в результате отрёкся от организации и её учений. Вскоре он обратился к исламу суннитского толка и отправился в путешествие по Африке и Ближнему Востоку. Вернувшись в Штаты, Икс приступил к формированию Организации афроамериканского единства и «Корпорации „Исламская мечеть“». По-прежнему разделяя панафриканские взгляды и поддерживая права чёрных на самоопределение и самооборону, Икс отказался от своих расистских взглядов, сказав: «Я многое натворил, будучи [чёрным] мусульманином, и теперь я сожалею. Тогда я был зомби… мне указали некоторое направление и приказали маршировать».
В феврале 1965 года Икс был убит одним из членов «Нации ислама».

## Детство и юность

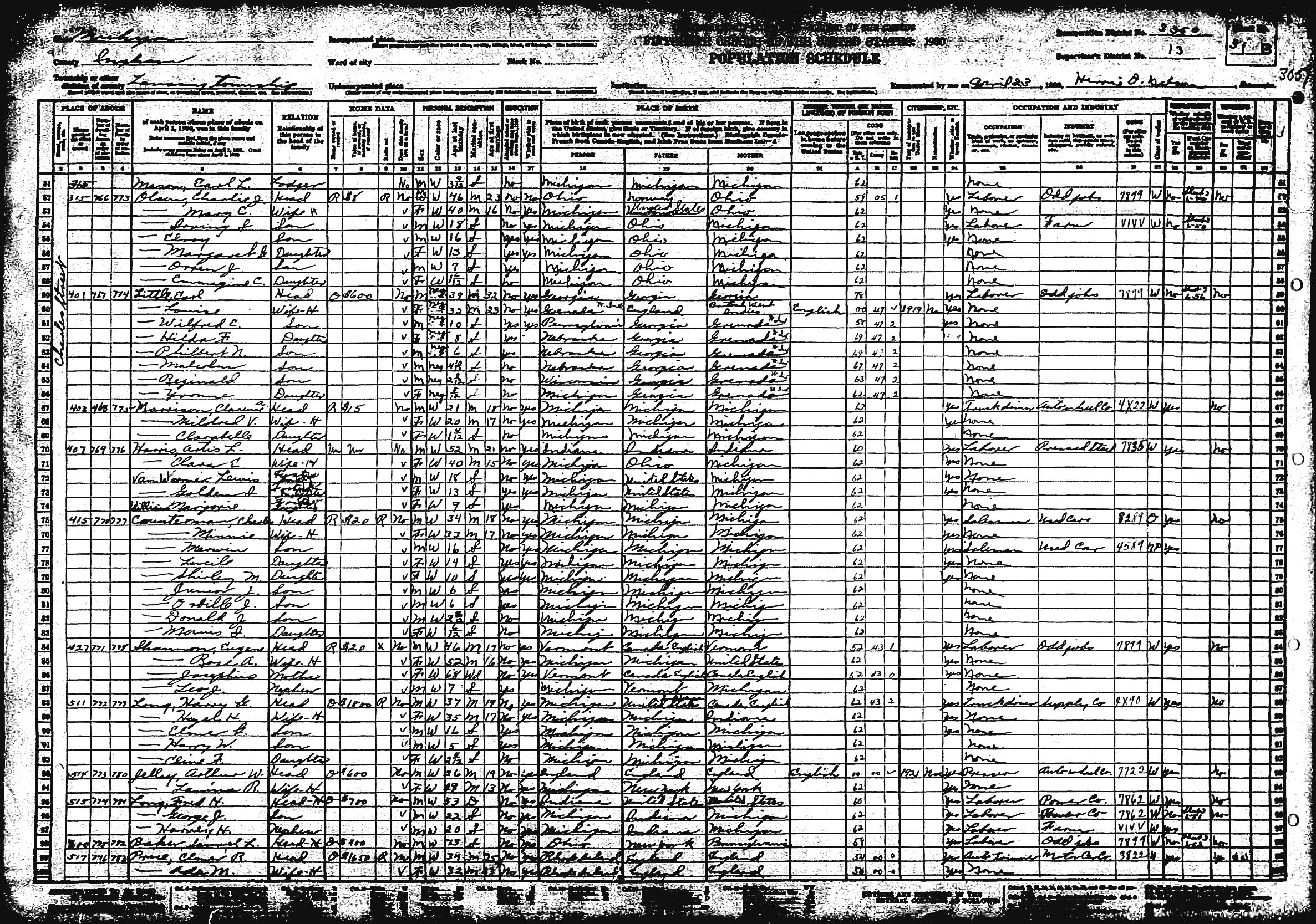
Данные американской переписи 1930 года с упоминанием о семье Эрла Литтла (строки 59ff)

Малкольм Литтл родился 19 мая 1925 года в крупнейшем городе Небраски — Омахе. Он был четвёртым из семи детей уроженца Джорджии Эрла Литтла и Луизы Литтл (в девичестве Нортон), родившейся на Гренаде. Эрл Литтл был баптистским мирским оратором, поклонником панафриканского активиста Маркуса Гарви и лидером местного отделения Универсальной негритянской организации усовершенствования. Он с детства учил своих детей полагаться на себя и воспитывал в них чувство гордости за свою расу. Впоследствии Икс говорил, что трое братьев отца стали жертвами насилия со стороны белых. Деятельность Эрла в организации усовершенствования привлекла внимание Ку-клукс-клана, и семья была вынуждена покинуть дом. В 1926 году Литтлы переехали в Милуоки, штат Висконсин, а затем в Лансинг, штат Мичиган. В Лансинге семья стала объектом преследования Чёрного легиона, белой расистской организации. В 1929 году, когда дом Литтлов сгорел, Эрл обвинил в случившемся именно членов Чёрного легиона.
Эрл Литтл скончался, когда Малкольму было шесть лет. Согласно официальной версии, смерть наступила в результате несчастного случая (Эрл попал под трамвай), однако Луиза Литтл считала, что её муж был убит Чёрным легионом. Повзрослев, Малкольм выносил противоречащие друг другу суждения относительно причины смерти отца. Причитавшаяся Литтлам сумма страховых выплат по одному из договоров составляла тысячу долларов, но, поспорив с кредиторами, Луиза могла довольствоваться лишь восемнадцатью долларами в месяц. Другой страховщик и вовсе отказался платить вдове, утверждая, что Эрл совершил самоубийство. Чтобы свести концы с концами, Луиза сдала в аренду часть своего сада, а сыновья охотились на дичь. В 1937 году возможный жених Луизы исчез, узнав, что она беременна. В конце следующего года Луиза, испытавшая нервный срыв, была помещена в психиатрическую больницу в Каламазу, где провела 24 года. Дети Литтлов были распределены по приёмным семьям.
В первые годы старшей школы Малкольм преуспевал в учёбе. Впрочем, когда один из белых учителей сказал, что работа юристом, о которой Малкольм тогда мечтал, является «нереалистичной целью для ниггера», он покинул школу. Позже он говорил, что чувствовал тогда, будто белый мир не может дать место целеустремлённому чернокожему человеку вне зависимости от его таланта.
С 14 лет до 21 года Малкольм испробовал множество видов заработка. Некоторое время он провёл со своей сводной сестрой Эллой Литтл-Коллинз в Роксбери, пригороде Бостона с большой долей чернокожего населения. После недолгого пребывания в мичиганском Флинте он переехал в нью-йоркский район Гарлем, где жил с 1943 года. Попав в большой город, Малкольм был вовлечён в преступную деятельность. Он торговал наркотиками, участвовал в игорном бизнесе, занимался рэкетом и сутенёрством, воровал. В некоторых современных биографиях Икса упоминается о его нерегулярных половых сношениях с мужчинами, за которые он часто брал деньги. Однако необходимо указать, что подобные упоминания не имеют под собой каких-либо документальных свидетельств, более того, авторы этих современных биографий подверглись критике за желание сделать свои книги сенсационными. По мнению критиков, эти авторы во всех вопросах личной жизни Малкольма Х в большей степени полагались на слухи и спекуляцию информацией, чем на серьёзные источники. Малкольм получил прозвище «Детройтский рыжий» (англ. Detroit Red) за красноватый оттенок волос, унаследованный им от отца матери, шотландца. Он был признан «психически непригодным для военной службы» после того, как заявил призывной комиссии о намерении «украсть несколько пушек и убить [несколько] крэкеров».
В конце 1945 года Литтл вернулся в Бостон, где вместе с четырьмя соучастниками совершил серию краж со взломом, объектами которых становились дома состоятельных белых семей. Его арестовали в начале следующего года в мастерской, куда Литтл пришёл за починенными украденными часами. В феврале за кражу со взломом и проникновением он начал отбывать срок от 8 до 10 лет в тюрьме в Чарльзтауне (пригород Бостона) . Там он познакомился с Джоном Бембри, самообразованным мужчиной, которого Малкольм назвал «первым когда-либо виденным мной человеком, слова которого вызывали всеобщее уважение». Под влиянием Бембри Литтл приобрёл сильную тягу к чтению.

## Нация ислама

### Начало работы
Находясь в тюрьме, Малкольм вёл переписку с братьями и сёстрами, из которой узнал о Нации ислама, новом религиозном движении, поддерживающем право чёрных на самоопределение и дальнейшее воссоединение чёрной диаспоры с жителями Чёрного континента. Вначале идеи движения не интересовали Малкольма, однако в письме 1948 года брат Реджинальд призвал его отказаться от курения сигарет и употребления свинины, за что обещал ему скорый выход из тюрьмы, и Малкольм последовал совету родственника. Затем произошла личная встреча братьев, во время которой Реджинальд изложил основы учения Нации, упомянув и о том, что члены движения убеждены в дьявольской сущности всех белых людей. Подумав, Малкольм признал, что все его отношения с белыми действительно разворачивались вокруг тех или иных пороков: бесчестья, несправедливости, жадности или ненависти. Литтл, заработавший в тюрьме прозвище «Сатана» за нетерпимость к религии, пересмотрел свои взгляды на веру и впредь стал более внимательно относиться к учению Нации.
В конце 1948 года Литтл написал лидеру Нации ислама Элайдже Мухаммаду. Тот посоветовал заключённому отречься от своего прошлого, смиренно склониться в молитве Аллаху и дать обещание никогда более не причинять вреда. Впоследствии Икс вспоминал о внутренней борьбе, настигшей его в преддверии становления на путь молитвы, однако через некоторое время он присоединился к организации. Он писал, что проповеди Мухаммада, переписка, общение с посетителями — как правило, Эллой и Реджинальдом, — и чтение книг помогли ему пережить месяцы без мысли о своём заточении. Икс признавался, что тот период позволил ему почувствовать подлинную свободу, неизвестную раньше. С тех пор он поддерживал регулярную переписку с Мухаммадом. С 1950 года Литтл подписывался именем «Малкольм Икс» (англ. Malcolm X), объясняя это тем, что своей истинной африканской фамилии он не знал. Эта буква «заменяла для него фамилию белого рабовладельца Литтла, которую некий голубоглазый дьявол когда-то дал его предкам по отцовской линии».
Выйдя из тюрьмы условно-досрочно в августе 1952 года, Малкольм Икс посетил Мухаммада в Чикаго. В июне следующего года он получил должность помощника священника в Первом храме Нации в Детройте. В том же году он основал Одиннадцатый храм в Бостоне, а в марте 1954 года Икс расширил Двенадцатый храм в Филадельфии. Наконец, два месяца спустя он был избран лидером Седьмого храма в Гарлеме, где ему удалось привлечь в организацию новых членов. Ещё в 1950 году Икс написал письмо президенту Трумэну, в котором высказался против войны в Корее и объявил себя коммунистом. Тогда Федеральное бюро расследований завело на него досье, а в 1953 году, когда представители бюро заинтересовались его деятельностью в Нации ислама, за ним было установлено наблюдение.
Его навыки оратора удачно дополнялись впечатляющей внешностью: он обладал ростом в 192 сантиметра и весил около восьмидесяти килограммов. Один из писателей назвал Икса «мощно сложенным», другой же отмечал его гипнотизирующее благообразие и всегда безупречную ухоженность. На протяжении 1955 года Икс с успехом продолжал расширять организацию. Он основал Тринадцатый храм в Спрингфилде, штат Массачусетс, Четырнадцатый храм в Хартфорде, штат Коннектикут, и Пятнадцатый храм в Атланте, штат Джорджия. Ряды Нации пополнялись сотнями афроамериканцев каждый месяц.
В 1955 году одну из лекций Малкольма посетила Бетти Сандерс, затем они вновь встретились на банкете. Вскоре она стала регулярно посещать лекции Икса. В следующем году она присоединилась к Нации, сменив имя на Бетти Икс (англ. Betty X). Свидания мужчины и женщины в уединении противоречили учениям Нации, поэтому Малкольм и Бетти вместе проводили время на общественных мероприятиях. Затем Малкольм пригласил её принять участие в групповых посещениях нью-йоркских музеев и библиотек, которые он часто организовывал. Они никогда не говорили о свадьбе, но в январе 1958 года Малкольм сделал Бетти предложение, позвонив ей из Детройта, и два дня спустя они поженились. Бетти родила мужу шесть дочерей: Атталлу, родившуюся в 1958 году, Кубилу, родившуюся в 1960 году и названную в честь Хубилая, Ильясу, родившуюся в 1962 году и названную в честь Элайджи Мухаммада, Гамилу Лумумбу, названную в честь Патриса Лумумбы, и близнецов Малику и Малааку, родившихся в 1965 году и названных в честь умершего к моменту их рождения отца.

### Популярность
Широкая известность впервые пришла к Иксу в 1957 году, когда два офицера нью-йоркской полиции избили члена Нации ислама Джонсона Хинтона. 26 апреля двое полицейских избивали чернокожего человека дубинками, и три проходивших мимо члена организации, среди которых был и Хинтон, решили вмешаться, прокричав: «Вы не в Алабаме и не в Джорджии. Это Нью-Йорк!» В ответ на это один из полицейских повернулся к Хинтону и сильно ударил его несколько раз. В итоге Хинтон получил ушибы мозга и субдуральные кровоизлияния, а все четверо участников инцидента были арестованы.
Предупреждённый очевидцем Малкольм отправился в полицейский участок с небольшой группой последователей ислама, требуя свидания с Хинтоном. Сначала полицейские отрицали задержание каких-либо мусульман, однако затем число пикетчиков выросло до пятисот и свидание всё же было организовано. После встречи с Хинтоном Икс настоял на помещении пострадавшего в гарлемскую больницу. После лечебных процедур Хинтон был возвращён в участок, рядом с которым собрались уже четыре тысячи человек. Внутри же Малкольм и адвокат пытались добиться освобождения двух членов Нации под залог. Хинтону, которого полицейские не отпустили, было, ко всему прочему, запрещено повторное посещение больницы: на следующий день ему должны были быть предъявлены обвинения. Икс, считавший, что ситуация зашла в тупик, покинул здание. По его сигналу члены Нации молча вышли из толпы, после чего оставшаяся часть собравшихся рассредоточилась. В интервью изданию New York Amsterdam News один из полицейских сказал, что «никто не должен обладать столь большой властью». На протяжении месяца Икс находился под наблюдением городской полиции. Уровень внимания к личности Малкольма был настолько высок, что нью-йоркские полицейские сделали ряд запросов в органы власти других городов и тюрем, где Икс жил и отбывал срок. В октябре большое жюри отказалось вменить полицейским вину за избиение Хинтона, вследствие чего Икс написал гневную телеграмму комиссару полиции. Через некоторое время несколько тайных агентов полиции были направлены в Нацию ислама для внедрения в организацию.
К концу пятидесятых годов Икс стал представляться как Малкольм Шабазз или Малик эш-Шабазз, при этом в широких кругах он по-прежнему был известен под своим старым псевдонимом. Его комментарии по поводу происходивших событий всё чаще публиковались в средствах массовой информации. В 1959 году телевидение Нью-Йорка представило аудитории документальный фильм «Ненависть, рождённая ненавистью», посвящённый Нации ислама и, в меньшей степени, Единому африканскому националистическому движению. Икс стал одним из главных героев фильма.
В сентябре 1960 года Нью-Йорк посетил кубинский лидер Фидель Кастро, намеревавшийся принять участие в Генеральной Ассамблее ООН. Малкольм был одним из участников приветственной комиссии, собранной из гарлемских общественных деятелей, и ему удалось произвести на Кастро настолько сильное впечатление, что последний пригласил его на личную встречу. Спустя два часа Кастро пригласил Икса посетить Кубу. В рамках сессии Генеральной Ассамблеи Малкольм был приглашён на официальные мероприятия ряда африканских делегаций. Ему удалось встретиться с египетским лидером Гамалем Абделем Насером, президентом Гвинеи Ахмедом Секу Туре и представителем Замбийского африканского национального конгресса Кеннетом Каундой.

### Ораторская работа

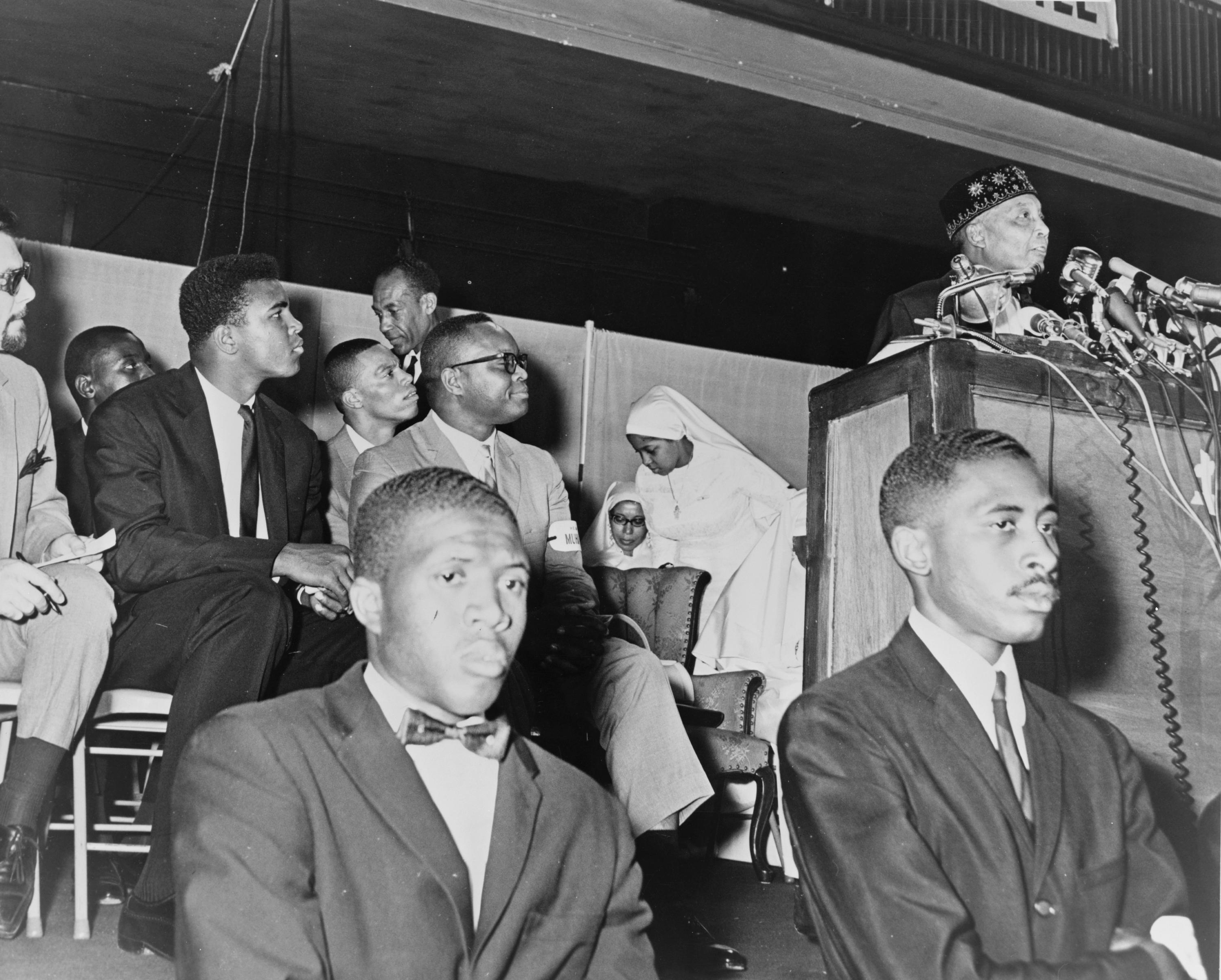
Элайджа Мухаммад выступает с обращением к последователям. 1964

В 1952—1964 годах Икс, будучи членом Нации ислама, выступал перед публикой и освещал те или иные аспекты представляемого им учения. В частности, он распространял мнение о том, что чернокожие люди являются исконными жителями мира, называл европеоидов «дьяволами», утверждал, что чёрные люди превосходят белых, а также предсказывал скорую смерть всей белой расы. В то время как движение за гражданские права чернокожих боролось против расовой сегрегации в США, Малкольм Икс выступал за полное отделение представителей чёрной и белой рас и за создание государства для чернокожих, которое располагалось бы на части территорий США и служило бы своеобразным перевалочным пунктом для возвращения его граждан в Африку. Он выступал против ненасильственной стратегии в борьбе за гражданские права афроамериканцев и поддерживал использование чернокожими гражданами любых необходимых средств самообороны. Его речи оказывали мощный эффект на аудиторию, ядро которой составляли чёрные жители северных и западных городов США. Многие из них, устав от обещаний скорой свободы, правосудия, равенства и уважения, считали, что Малкольму удаётся выражать их недовольство в более точной форме, чем представителям движения за гражданские права чернокожих.
Многие считают Икса наиболее влиятельным оратором Нации ислама после Элайджи Мухаммада. Часто его признают творцом успеха, связанного с резким ростом численности организации: согласно одному из авторов, с начала пятидесятых и до начала шестидесятых годов количество членов Нации увеличилось с пятисот до двадцати пяти тысяч, в то время как другой указывает числа 1200 и 50000 или 70000 соответственно. Ему удалось вдохновить известного боксёра Кассиуса Клея, который присоединился к Нации, однако затем, как и Икс, покинул её и стал исповедовать ислам суннитского толка.
Многие белые американцы и некоторые чёрные жители страны были встревожены высказываниями Малкольма Икса, сделанными в тот период. Его называли антисемитом, обвиняли его и организацию в целом в разжигании ненависти и стремлении к насилию, пропаганде превосходства чёрных, расизме, поддержке расовой сегрегации, видели в Иксе и Нации угрозу улучшению отношений между расами. Борцы за гражданские права чернокожих провозгласили Малкольма и его соратников безответственными экстремистами, чьи взгляды не представляли мнение большинства афроамериканцев. Икс также был критически настроен по отношению к движению за гражданские права чернокожих. Он назвал Мартина Лютера Кинга «болваном», а других деятелей движения «марионетками» белой общественной элиты. Марш на Вашингтон, прошедший летом 1963 года, Икс назвал «фарсом на Вашингтон» (англ. the farce on Washington), добавив, что не понимает, почему столько чернокожих людей вдохновились демонстрацией, «проведённой белыми напротив статуи президента, который мёртв уже сотню лет и который не любил нас, когда был жив».

## Выход из организации
1 декабря 1963 года Икса попросили прокомментировать совершённое несколькими днями ранее убийство Джона Кеннеди, на что он ответил, что произошёл как раз тот случай, когда «цыплята вернулись на насест» (приблизительный аналог — «что посеешь, то и пожнёшь»). При этом он добавил, что «цыплята, возвращавшиеся на насест, никогда не печалили его; они всегда приносили ему радость». Газета The New York Times сообщила, что в продолжение своей мысли Икс вспомнил об убийствах лидера Конго Патриса Лумумбы, гражданского активиста Медгара Эверса и взрыве церкви в Бирмингеме, штат Алабама, унёсшем жизни четырёх афроамериканских девочек. Всё это Икс считал другими примерами «возвращения цыплят». Публикация заметки вызвала протест у широких слоёв американского общества. Нация ислама, направившая ноту соболезнования семье Кеннеди и призвавшая своих служителей не давать комментариев по поводу убийства, публично осудила одного из известнейших своих членов. Несмотря на то, что Икс сохранил звание служителя, он был отстранён от общения с публикой на 90 дней.
Напряжение в отношениях между Иксом и Мухаммадом нарастало. Одна из причин разлада была связана с появлением слухов о внебрачных связях последнего — это строго противоречило учению Нации. Вначале Икс не принимал их в расчёт, однако затем, поговорив с сыном Мухаммада Уоллесом и женщинами, выступившими с обвинениями в отношении лидера Нации, Малкольм убедился в правдивости слухов. Наконец, в 1963 году их подтвердил сам Мухаммад, попытавшийся оправдать свою слабость параллелью между собственным поведением и действиями библейских пророков, совершившими тот же грех. К тому времени Икс стал любимцем журналистов, и в некоторых кругах Нации ислама его популярность рассматривали как угрозу лидерству Мухаммада. Издатели выражали интерес в публикации автобиографии Икса, а в 1963 году вышла книга Луиса Ломакса When the Word Is Given («Когда даётся слово»), посвящённая чёрному исламу и, в частности, Мухаммаду и Иксу. На обложке книги была размещена фотография Малкольма, а в тексте были приведены пять его речей, в то время как из богатой ораторской биографии Мухаммада было выбрано всего одно выступление. Всё это не только огорчило лидера Нации, но и заставило его завидовать молодому соратнику.

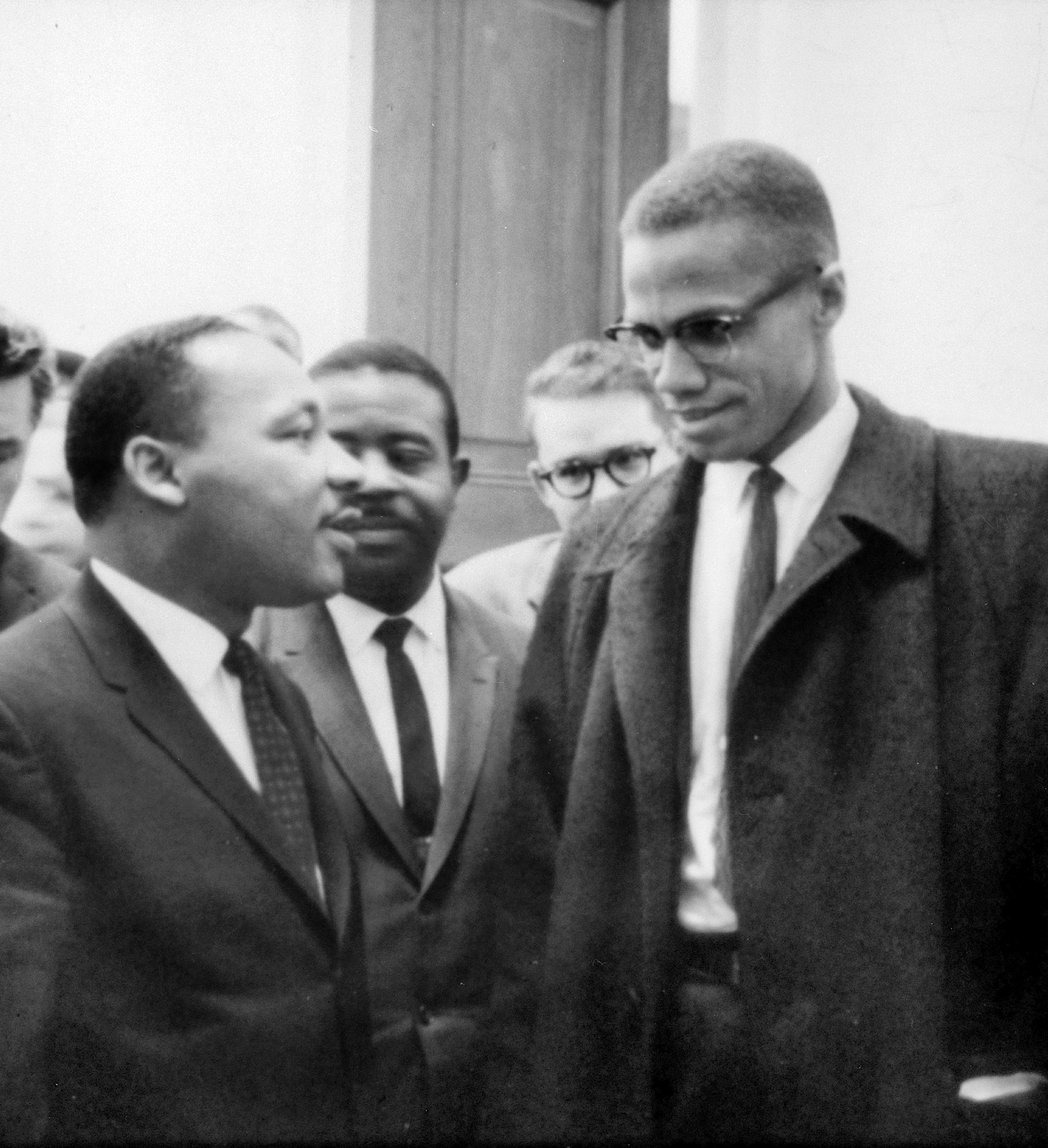
Единственная встреча Малкольма Икса и Мартина Лютера Кинга, состоявшаяся 26 марта 1964 года.

8 марта 1964 года Икс публично заявил о своём уходе из организации. Он говорил, что по-прежнему исповедует ислам, но в то же время считал, что строгое учение Нации привело её «так далеко, насколько это возможно». Он планировал создать чёрную националистическую организацию, призванную «повысить уровень политического сознания» афроамериканцев. Кроме того, он выразил желание сотрудничать с лидерами движения за гражданские права чернокожих, заявив, что в прошлом от этой инициативы его ограждал Мухаммад.

## Дальнейшая деятельность
Покинув Нацию ислама, Икс основал религиозную организацию «Корпорация „Исламская мечеть“» (англ. Muslim Mosque, Inc.) и светскую группу под названием «Организация афроамериканского единства», созданную для поддержки идей панафриканизма. 26 марта 1964 года он единственный раз встретился с Мартином Лютером Кингом в столице США, причём их встреча продолжалась ровно столько, сколько потребовалось фотографам для запечатления момента. До этого оба общественных деятеля присутствовали на обсуждении Акта о гражданских правах, проходившем в Сенате. В апреле Малкольм выступил с речью под названием «Бюллетень или пуля» (англ. The Ballot or the Bullet), в которой рекомендовал афроамериканцам использовать своё избирательное право с мудростью.
В тот же период несколько мусульман-суннитов посоветовали Малкольму изучить особенности их веры подробнее, и через некоторое время Икс обратился именно в это направление ислама. В апреле 1964 года Икс, заручившийся материальной поддержкой своей сводной сестры Эллы, прилетел в Джидду, где намеревался начать хадж, паломничество в Мекку, обязательное для всех способных на него мусульман. Однако американский паспорт и незнание арабского языка послужили основаниями его задержания в Джидде: саудовские власти сомневались в том, что Икс действительно исповедует ислам. Икс связался с египетским дипломатом Абдулом Рахманом Хассаном Аззамом, чью книгу The Eternal Message of Muhammad он получил вместе с визой. Сын Аззама не только поспособствовал выходу Икса на свободу, но и предложил ему воспользоваться личным номером люкс. На следующее утро Малкольм узнал, что принц Фейсал объявил его гостем государства. Завершив паломничество через несколько дней, Икс встретился с наследником трона. Позже Икс говорил, что видя общающихся на равных мусульман «всех цветов, от синеглазых блондинов до чернокожих африканцев», он осознал, что ислам может стать тем инструментом, который позволит преодолеть расовые проблемы.
Ещё в 1959 году Икс посещал Объединённую Арабскую Республику, Судан, Нигерию и Гану, где занимался подготовкой приезда Элайджи Мухаммада. Завершив паломничество в Мекку, он приехал на Чёрный континент во второй раз, вернувшись в США в конце мая. В июле он снова отправился в Африку. В рамках визитов 1964 года он встречался с официальными лицами, давал интервью, выступал на радио и телевидении в Египте, Эфиопии, Танганьике, Нигерии, Гане, Гвинее, Судане, Сенегале, Либерии, Алжире и Марокко. Находясь в Каире, он побывал на втором собрании Организации африканского единства в роли представителя Организации афроамериканского единства. Лидеры Ганы, Египта и Алжира, Кваме Нкрума, Гамаль Абдель Насер и Ахмед бен Белла пригласили Икса работать в своих правительствах. После речи в старейшем в Нигерии Ибаданском университете представители Нигерийской мусульманской ассоциации студентов даровали Иксу почётное имя народа йоруба, Омовале («сын, вернувшийся домой»). Позже он назвал это имя своим самым заветным знаком почтения. К моменту возвращения в штаты ему удалось встретиться практически со всеми видными африканскими лидерами.
23 ноября направлявшийся в США Икс сделал остановку в Париже, где выступил с речью в Зале Мютуалите. 30 ноября он прилетел в Соединённое Королевство, а 3 декабря принял участие в дебатах Оксфордского союза. «Экстремизм в защиту свободы не порок; сдержанность в погоне за правосудием не добродетель» — именно так звучала тема дискуссии, и Икс выступал на стороне защитников тезиса. Интерес к дебатам был так высок, что встреча транслировалась BBC в национальном масштабе.
5 февраля 1965 года Икс снова вылетел в Великобританию, чтобы 8 февраля выступить с обращением к первому заседанию Совета африканских организаций в Лондоне. На следующий день он пытался вылететь во Францию, но власти республики отказали ему в посещении. 12 февраля Икс приехал в город Сметвик близ английского Бирмингема, ставший символом расового разделения после парламентских выборов 1964 года. В результате выборов в Сметвике выиграли консерваторы, но их успех, по слухам, был обусловлен тем, что сторонники кандидата от правой партии использовали для предвыборной борьбы расистский слоган: «Если хотите ниггера-соседа, голосуйте за лейбористов».

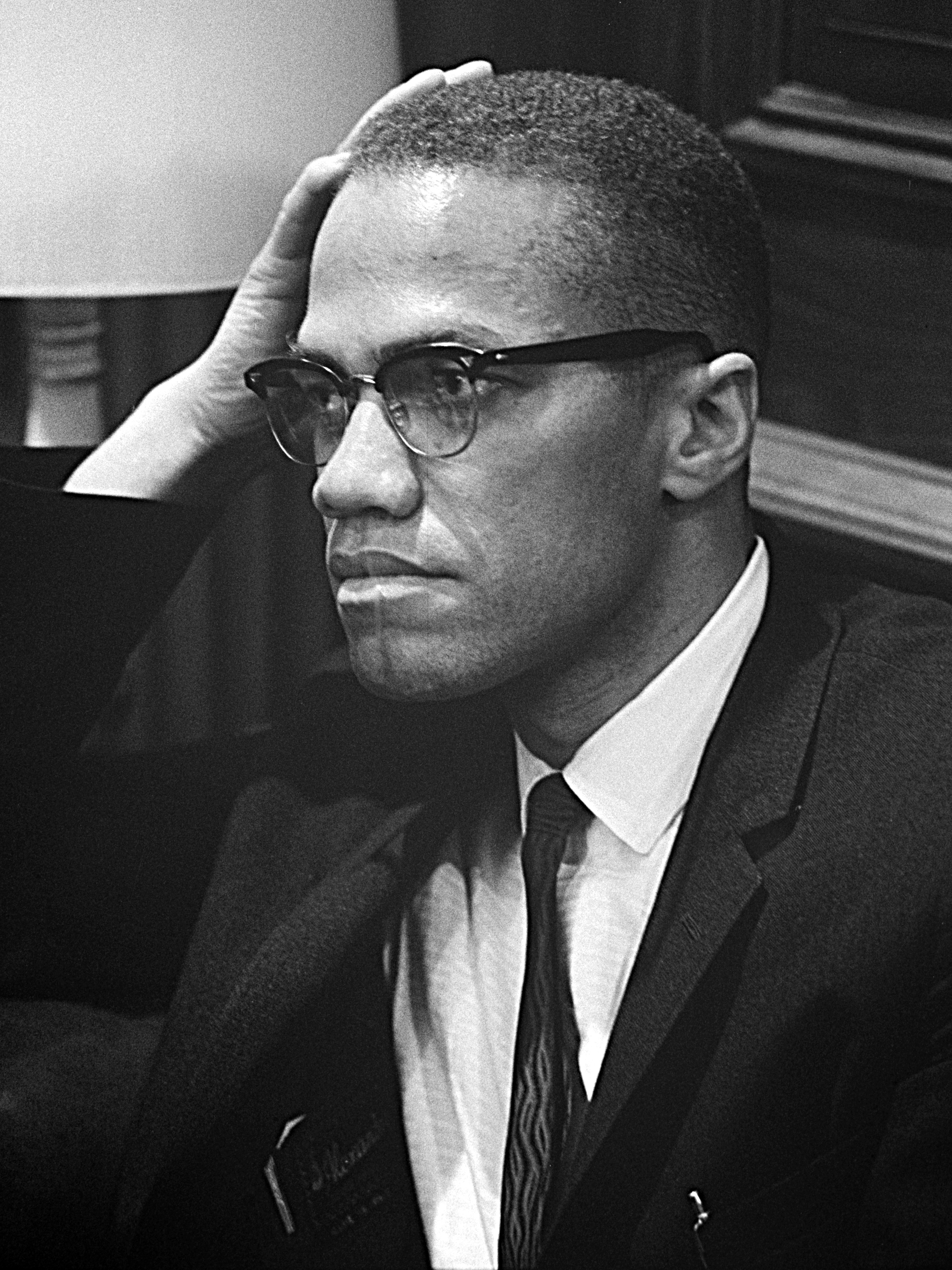
Икс в марте 1964 года

Вернувшись из своих путешествий, Икс выступал перед разнообразной аудиторией в США. Он участвовал в регулярных собраниях «Корпорации „Исламская мечеть“» и Организации афроамериканского единства, на которых также адресовал публике свои речи. Он стал одним из наиболее популярных ораторов в студенческих кампусах, и впоследствии один из главных его помощников писал, что Икс приветствовал любую возможность для общения со студентами университетов. Икс выступал и перед политическими группами, в частности, на Форумах воинствующего труда — еженедельных собраниях, организуемых троцкистской Социалистической рабочей партией США.

## Угрозы со стороны Нации ислама
Икс получал публичные и частные угрозы со стороны представителей Нации на протяжении всего 1964 года. В феврале лидер Седьмого храма Нации приказал члену Плода Ислама, военизированного крыла организации, установить взрывчатку в автомобиле Икса. 23 марта Элайджа Мухаммад в разговоре с бостонским священником Луисом Иксом, позже принявшим имя Луис Фаррахан, сказал: «Лицемеры вроде Малкольма должны лишиться своих голов». В выпуске газеты Muhammad Speaks («Мухаммад говорит») от 10 апреля была опубликована карикатура, на которой отрубленная голова Малкольма отскакивала от земли. 9 июля Джон Али, главный помощник Мухаммада, отвечая на вопрос об Иксе, сказал: «Любой, кто выступает против Почтенного Элайджи Мухаммада, подвергает свою жизнь опасности». Некоторые угрозы поступали из анонимных источников. 8 июня 1964 года в системе наблюдения ФБР был зафиксирован звонок анонимного мужчины в дом Икса. Он попросил Бетти, жену Малкольма, сообщить тому, что он «фактически мёртв». 12 июня один из осведомителей ФБР сообщил о получении анонимного звонка, в котором говорилось, что «Малкольм Икс будет прикончен».
Тогда же, в июне 1964 года, Нация ислама инициировала судебное разбирательство, пытаясь вернуть резиденцию Икса в нью-йоркском районе Куинс. Иск был удовлетворён, и семье Малкольма было предписано покинуть дом. 14 февраля 1965 года, в ночь перед запланированным слушанием о продлении пребывания семьи в резиденции, дом сгорел дотла. Икс и его родственники выжили, при этом никому не были предъявлены обвинения в поджоге. В сентябре 1964 года журнал Ebony опубликовал фотографию Икса, выглядывающего в окно с карабином M1. Фотография должна была продемонстрировать, что он готов защищать себя и семью в случае покушений. Выпуск Muhammad Speaks от 4 декабря содержал статью Луиса Икса, в которой он высказался против Малкольма и заявил, что «такой человек заслуживает смерти».

## Убийство

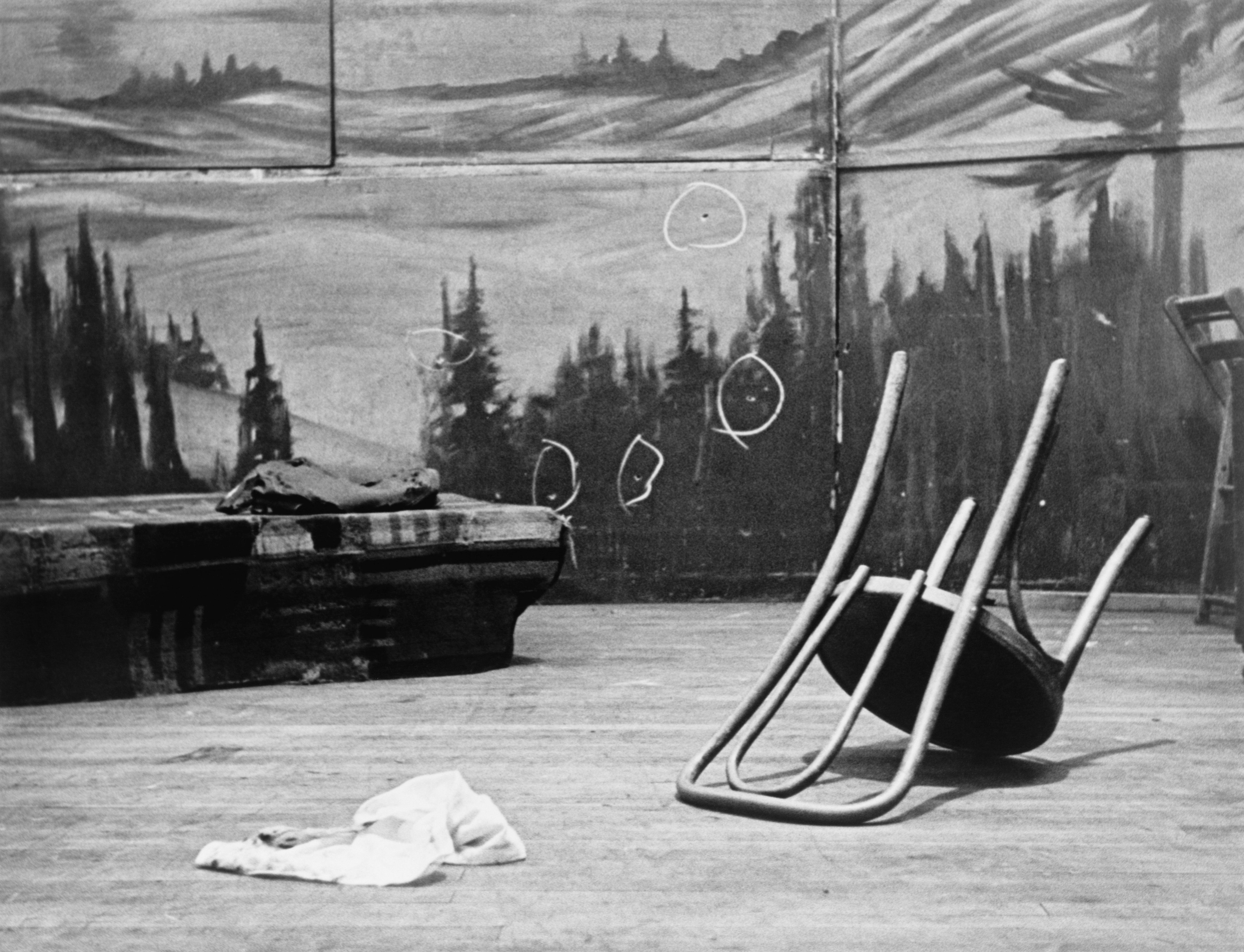
Сцена танцевального зала «Одюбон» после убийства Малкольма Икса. На заднике обведены места попадания пуль

21 февраля 1965 года Икс готовился к выступлению перед Организацией афроамериканского единства, которое должно было состояться в манхэттенском танцевальном зале «Одюбон». Внезапно в зале, где собралось около четырёх сотен человек, раздался крик «Ниггер! Убери руку из моего кармана!». В то время, как Икс и его телохранители пытались успокоить взволновавшуюся аудиторию, мужчина, сидевший в первом ряду, бросился вперёд и выстрелил Иксу в грудь из двуствольного обреза. Ещё двое мужчин несколько раз выстрелили в Малкольма из ручного полуавтоматического оружия. В 15:30, вскоре после того, как Икс был доставлен в Колумбийскую пресвитерианскую больницу, врачи зарегистрировали его смерть. В отчёте о вскрытии указывалось, что в теле Икса было обнаружено 21 огнестрельное ранение; выстрелы попали в грудь, левое плечо и конечности. Десять ранений, пришедшихся на левые грудь и плечо, стали результатом выстрела картечью, сделанного первым нападавшим.
Один из убийц, член Нации ислама Талмадж Хэйер, известный также под именем Томас Хэган, был схвачен и избит толпой за несколько минут до прибытия полиции. Его также ранил в ногу охранник.
26 февраля 1965 года по обвинению в соучастии в убийстве был арестован Норман Батлер, а 3 марта 1965 года по обвинению в соучастии в убийстве был арестован Томас Джонсон. Они оба являлись членами Нации ислама, свидетели убийства опознали их. Хэйер признал свою вину в суде, но отказался называть имена других нападавших, отметив лишь, что это не Батлер и не Джонсон.
Все трое были признаны виновными и приговорены к пожизненному заключению. Батлер, позже принявший имя Мухаммад Абдул Азиз, получил условно-досрочное освобождение в 1985 году, а в 1998 году он стал главой гарлемской Седьмой мечети. Он так и не признал свою вину. Джонсон, изменивший имя на Халил Ислам, отрёкся от учения Нации в тюрьме и стал исповедовать ислам суннитского толка. Выйдя на свободу в 1987 году, он также отказывался признать себя виновным до самой смерти, постигшей его в августе 2009 года. Хэйер, известный впоследствии как Муджахид Халим, вышел из тюрьмы в 2010 году.
В ноябре 2021 года приговоры Батлеру и Джонсону были пересмотрены и они были реабилитированы (Джонсон был реабилитирован посмертно). В октябре 2022 года власти Нью-Йорка согласились выплатить 36 млн долл. за ошибочные обвинения

### Похороны
Гражданская панихида по Иксу проходила с 23 по 26 февраля в похоронном доме Гарлемского союза. Согласно оценкам, с покойным простились от 14 до 30 тысяч скорбящих. 27 февраля тело Икса было предано земле; церемония прошла в гарлемской церкви Бога во Христе. За обрядом наблюдали более тысячи человек, полностью заполнивших храм. За пределами церкви были установлены громкоговорители, позволившие следить за происходящим толпе людей, не попавших внутрь. Местное телевидение транслировало церемонию в прямом эфире. На похоронах присутствовали известные деятели движения за гражданские права чернокожих, в том числе Джон Льюис, Байард Растин, Джеймс Форман, Джеймс Фармер, Джесси Грей и Эндрю Янг. Актёр и активист Осси Дэвис выступил с хвалебной речью об Иксе, назвав его «нашим блистающим чёрным принцем».

Есть те, кто, будучи друзьями негритянского народа, сочтут своим долгом просить нас поносить его, избегать даже памяти о нём, спасать себя вычёркиванием его из истории наших беспокойных времён. Многие спросят, что Гарлем может чтить в этом неистовом, противоречивом и дерзком молодом капитане, — и мы улыбнёмся. Многие призовут нас отвернуться — отвернуться от этого человека, поскольку он не человек, а демон, монстр, подрывной элемент и враг чёрного человека, — и мы улыбнёмся. Они скажут, что он состоит из ненависти — фанатик, расист, — который может лишь навредить тому делу, за которое вы боретесь! И мы ответим и скажем им: «Говорили ли вы когда-то с братом Малкольмом? Касались ли вы его или улыбался ли он вам когда-либо? Слушали ли вы его когда-нибудь по-настоящему? Совершал ли он когда-либо что-то жестокое? Упоминал ли он когда-то о своей связи с насилием или любыми проявлениями общественных волнений?» Ибо если бы вы [говорили с ним], вы бы знали его. И если бы вы знали его, вы бы знали, почему мы должны чтить его.

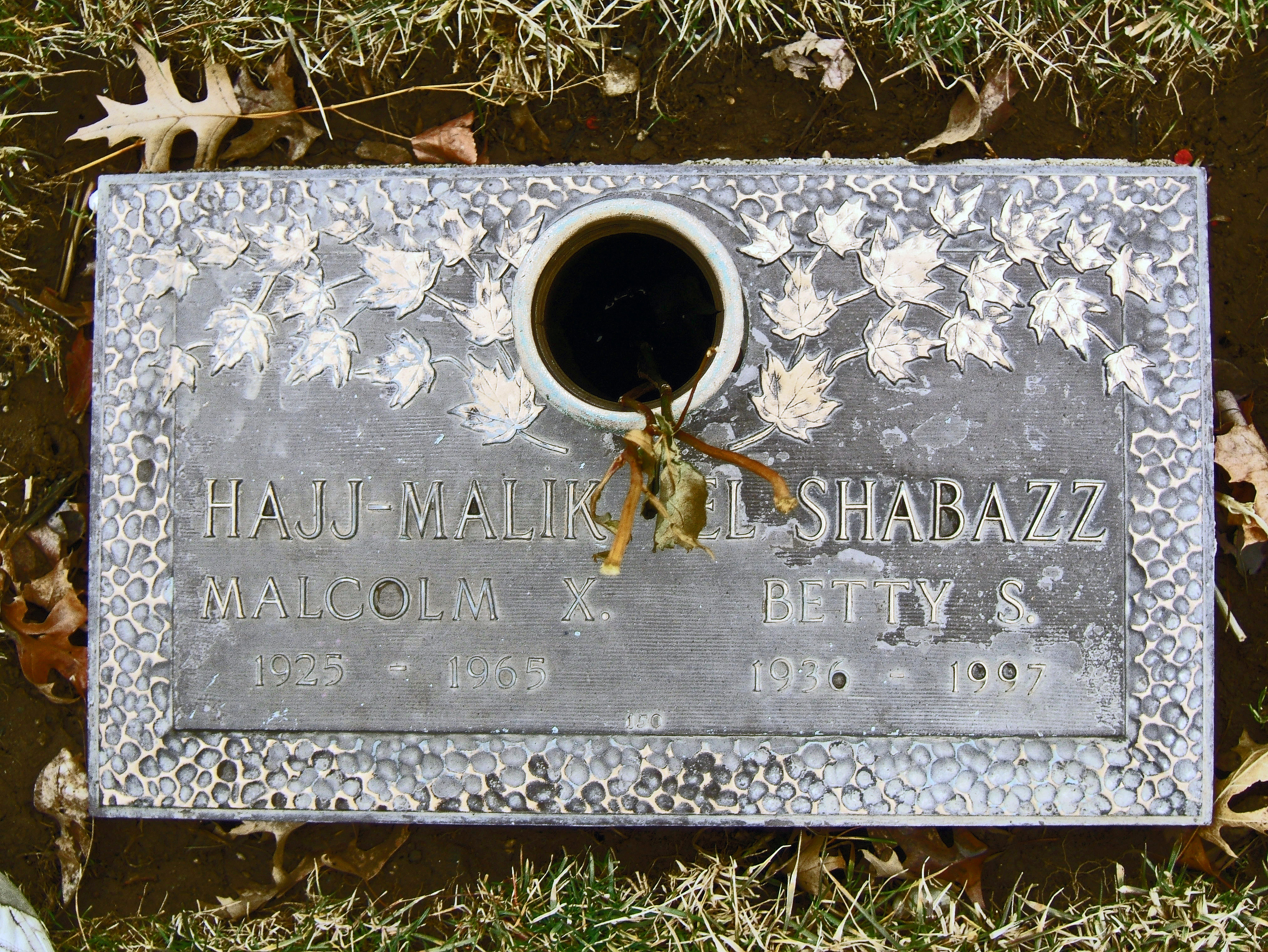
Могила Малкольма и Бетти

Икс был похоронен на кладбище Фернклифф в Хартсдейле, штат Нью-Йорк. После церемонии друзья Икса взяли лопаты у могильщиков и завершили погребение самостоятельно. Руби Ди, актриса, общественный деятель и жена Осси Дэвиса, и Хуанита Пуатье, супруга Сидни Пуатье, через некоторое время создали Комитет обеспокоенных матерей, который занялся поддержкой семьи Малкольма. Комитет собирал деньги на покупку дома и оплату образования детям Икса.

### Реакция
Убийство Икса комментировали разные люди, придерживавшиеся подчас противоположных воззрений. Мартин Лютер Кинг отправил Бетти Шабазз телеграмму, в которой выразил печаль о произошедшем «шокирующем и трагическом убийстве».

Хотя мы не всегда разделяли общие методы решения расовой проблемы, я всегда чувствовал глубокое расположение к Малкольму и чувствовал, что у него была замечательная способность помнить о существовании и корнях этой проблемы. Он был красноречивым защитником своей точки зрения, и никто не мог искренне сомневаться в том, что Малкольм был крайне озабочен проблемам, с которыми мы сталкиваемся как раса.
26 февраля на ежегодном собрании в честь Дня Спасителя Элайджа Мухаммад сказал: «Малкольм Икс получил ровно то, что он проповедовал», отрицая при этом причастность к убийству. «Мы не хотели убивать Малкольма и не пытались убить его, — говорил он. — Мы знаем, что такие невежественные, глупые учения должны были привести его к собственному концу». Газета The New York Times писала, что Малкольм Икс был «необыкновенным и ужасным человеком», который «обратил многие подлинные таланты во зло». По мнению журналистов, его жизнь была «странным и жалким образом растрачена». Обозреватели издания New York Post отметили, что «даже самые острые его критики признавали его великолепие — часто дикое, непредсказуемое и эксцентричное, но тем не менее многообещающее, которое теперь так и останется нереализованным».
Международные издания, в частности африканские, давали преимущественно положительные оценки личности Икса. Газета Daily Times of Nigeria даже написала о том, что Малкольм «получит место во дворце мучеников». Ghanaian Times сопоставила Икса с Джоном Брауном и Патрисом Лумумбой — теми «африканцами и американцами, которые приняли мученическую смерть ради дела свободы». Журналисты китайского издания Guangming Daily утверждали, что «Малкольм был убит потому, что боролся за свободу и равные права». Кубинская газета El Mundo сообщила об убийстве как об «очередном расистском преступлении, попытке насильственного искоренения борьбы против дискриминации».

### Версии

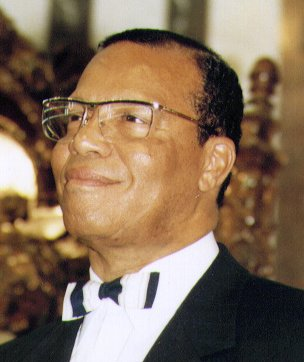
Луис Фаррахан

На протяжении нескольких дней вопрос об ответственности за преступление служил предметом споров. 23 февраля лидер Конгресса расового равенства Джеймс Фармер заявил, что в убийстве Икса виновны местные наркодилеры, а не Нация ислама. Другие, отмечая слабость полицейской защиты, свободное проникновение убийц в зал и провал в обеспечении сохранности места преступления, обвиняли в произошедшем городскую полицию, ФБР или ЦРУ. В семидесятых годах общественность узнала о COINTELPRO и других секретных программах ФБР, созданных для проникновения и последующего разрушения организаций борцов за гражданские права чернокожих. По версии Луиса Ломакса, национальный секретарь Нации ислама Джон Али был идентифицирован как секретный агент ФБР. В общении с прессой Икс признавался, что Али усугубил его отношения с Элайджей Мухаммадом, назвав Али своим заклятым врагом среди руководителей Нации. 20 февраля 1965 года, в ночь перед убийством, Али встречался с Талмаджем Хэйером, одним из убийц Икса.
В 1977 и 1978 годах Хэйер давал показания под присягой, в которых по-прежнему утверждал, что Батлер и Джонсон не принимали участия в убийстве. В своих показаниях он упомянул четырёх соучастников, все из которых были членами Нации и прихожанами Двадцать пятого храма в Ньюарке, штат Нью-Джерси. Он утверждал, что один из участников преступления, Уилбер Маккинли, издал тот самый крик, а затем бросил в аудиторию дымовую шашку. Другой соучастник Хэйера, Уильям Брэдли, был вооружён дробовиком — именно он выстрелил в Икса первым. Сам Хэйер, как и третий соучастник Леон Дэвис, располагал пистолетом, и сразу после выстрела Брэдли Хэйер и Дэвис также открыли огонь по Иксу. Пятый участник Бенджамин Томас участвовал лишь в подготовке покушения. Впрочем, заявления Хэйера не заставили представителей власти снова открыть расследование убийства.
Некоторые, в том числе семья Шабазз, считали, что определённый вклад в убийство Икса внёс Луис Фаррахан. В своей речи 1993 года Фаррахан, судя по всему, признал, что устранение Икса могло быть инициировано внутри Нации:

Малкольм предал вас или нас? И если мы боролись с ним так, как нация борется с предателем, то какого чёрта этим интересуетесь вы? Нация должна иметь возможность бороться с предателями, и головорезами, и перебежчиками.
В мае 2000 года Фаррахан давал интервью телепередаче 60 Minutes, в котором заявил, что некоторые сказанные им вещи могли привести к убийству Малкольма Икса. «Те слова, что я говорил, возможно, сделали меня соучастником, — сказал Фаррахан. — Я признаю это и сожалею, что любое слово, которое я сказал, послужило причиной утраты человеком жизни». Несколько дней спустя он отверг свою роль «заказчика» убийства Икса, вновь отметив, что он признаёт, что «создал атмосферу, которая в итоге привела к убийству Малкольма Икса». Консенсус относительно центра ответственности за убийство по-прежнему не найден.

## Философия
Икс не оставил ни одной публикации, за исключением автобиографии. Его философия известна по большей части из его многочисленных речей и интервью, которые он давал с 1952 года до самой смерти Многие из этих речей, в особенности речи последнего года его жизни, были записаны и опубликованы.

### Учение Нации ислама
До ухода из организации в 1964 году Икс распространял её учение в своих речах. Его выступления были испещрены фразой «Почтенный Элайджа Мухаммад учит нас, что…», которой он начинал те или иные высказывания, связанные с доктриной Нации. Выяснить, отличались ли убеждения самого Икса от учения Нации, фактически невозможно. Однажды Икс сравнил себя с куклой чревовещателя, способной произнести лишь то, что ему указал Мухаммад.
В своих речах того периода Икс утверждал, что чернокожие люди были исконным народом Земли, в то время как белые — раса дьяволов, созданная злым учёным Якубом. Согласно учению Нации, чёрные превосходили белых, при этом будущая смерть белой расы представлялась неизбежной. Когда Иксу задали вопрос о его высказываниях по поводу дьявольской сущности белых людей, он ответил: «история доказывает, что белый человек — дьявол». Он приводил несколько исторических примеров, которые в его понимании доказывали тезис: «Любой, кто насилует, и грабит, и порабощает, и крадёт, и сбрасывает чёртовы бомбы на людей… любой, кто делает подобные вещи есть не кто иной, как дьявол». Икс говорил, что ислам был «истинной религией чёрного человечества», а христианство было «религией белого человека», навязанной афроамериканцам их рабовладельцами. По утверждению Икса, члены Нации ислама исповедовали эту религию так же, как и во всём мире, а некоторые различия между исламскими учениями и доктриной Нации объяснялись адаптацией к «уникально жалким» условиям проживания чернокожих людей в Америке. В своих речах Икс говорил, что Уоллес Фард Мухаммад, основатель Нации, был воплощением Аллаха; Элайджа Мухаммад же был его Вестником или пророком.
В то время, как движение за гражданские права чернокожих боролось против расовой сегрегации в американском обществе, Икс выступал за полное отделение афроамериканцев от белых жителей США. Лидеры Нации ислама предлагали проект нового государства для чернокожих на территории южных или юго-западных штатов Америки. Данное государственное образование должно было служить перевалочным пунктом чернокожих американцев, отправляющихся в Африку. Икс внушал своим слушателям, что правительство США должно было выплачивать афроамериканцам компенсации за столетия рабского труда их предков. Он отвергал стратегию ненасилия, предлагаемую борцами за гражданские права чернокожих, считая, что афроамериканцы должны обороняться самостоятельно.

### Независимые взгляды

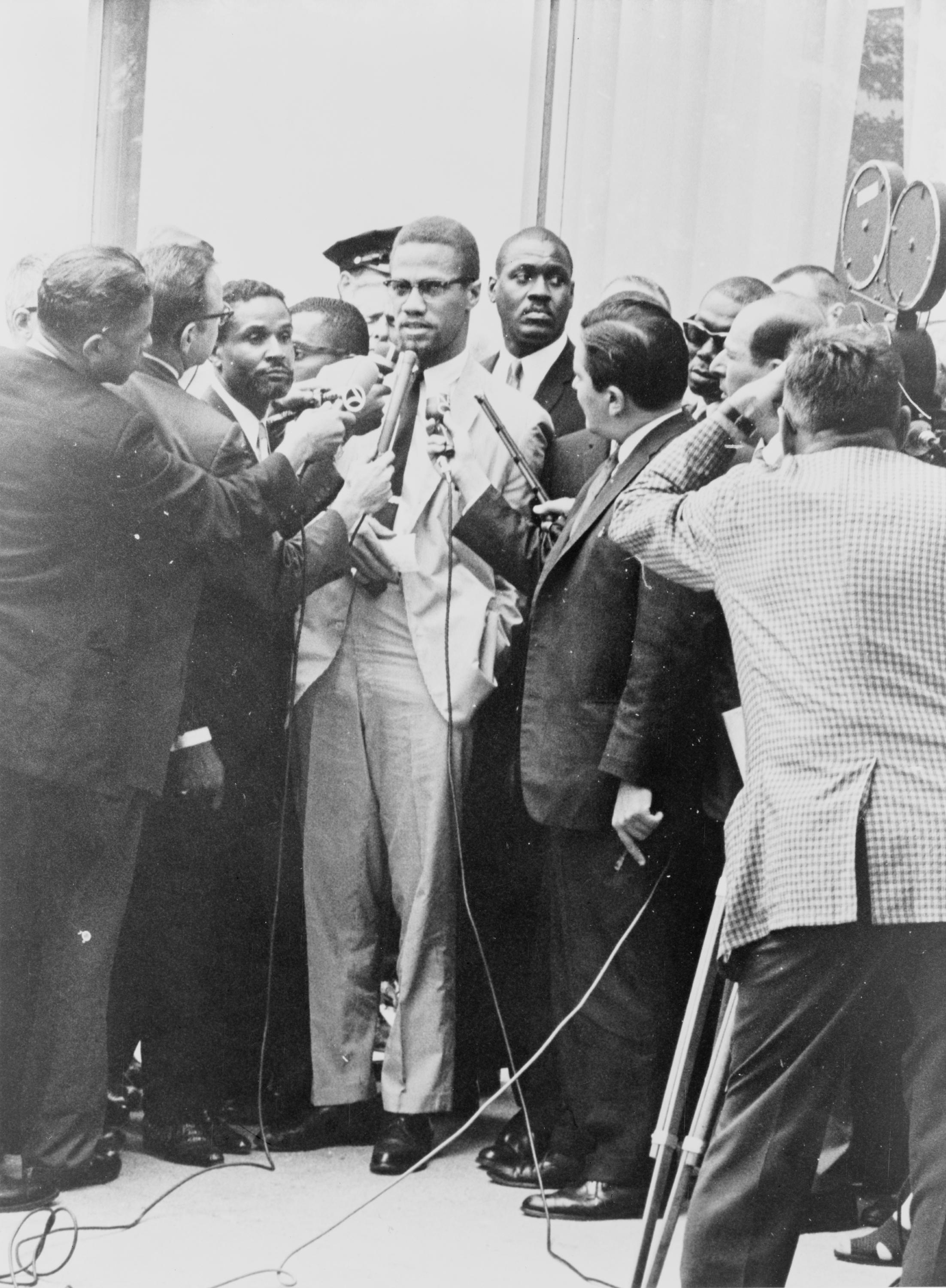
Общение с прессой. 1964

После выхода из организации Икс объявил о желании работать с лидерами движения за гражданские права чернокожих. При этом он считал, что им следует фокусироваться не на политической субъектности афроамериканцев, но на более широкой категории прав человека. Борясь лишь за гражданские права, считал он, движение ограничивает своё влияние лишь внутренними общественными процессами. Борьба за права человека в целом, напротив, выводит движение на международный уровень и сулит перспективу прямого обращения в ООН. Икс считал, что новые государства, появившиеся на политической карте мира совсем недавно, поддержат афроамериканцев в их деле. Икс объявил, что он и другие члены Организации афроамериканского единства будут решительно защищаться от агрессоров, поддерживать свободу, правосудие и равенство «любыми необходимыми средствами». Икс утверждал, что коль скоро правительство не хочет или не может защищать чернокожих, они имеют моральное право на самостоятельную оборону. Путешествуя, Икс сформировал свою точку зрения в отношении глобальных перспектив. Он подчёркивал прямую связь между деятельностью борцов за права афроамериканцев и сторонников независимости стран третьего мира. Он говорил, что самосознание меньшинства, свойственное афроамериканцам, было ложным, так как в глобальном контексте чернокожие люди составляли большинство.
Выступая на Форумах воинствующего труда, проводимых Социалистической рабочей партией США, Икс критиковал капиталистическую систему хозяйствования. По завершении одной из речей его спросили, какую политическую и экономическую систему он считает наиболее подходящей. Икс ответил, что не знает этого, отметив в то же время, что тяготение Третьего мира к социализму неслучайно. Впрочем, проблема прав афроамериканцев, по-видимому, беспокоила его больше, чем вопросы социально-экономического устройства. Когда журналист пытался узнать об отношении Икса к социализму, тот направил обозревателю встречный вопрос, желая выяснить, полезен ли социализм для афроамериканцев. Получив утвердительный ответ, Икс сказал: «В таком случае я выступаю за него».
Даже отказавшись от идеи разделения чёрных и белых американцев, Икс как и прежде выступал сторонником чёрного национализма, который в его представлении выражался в самоопределении афроамериканского сообщества. Тем не менее, в последние месяцы жизни Икс начал пересматривать свою позицию. На его мировоззрение могли повлиять встречи с некоторыми революционерами из Северной Африки, которые, судя по всему, принадлежали белой расе. В своём знаменитом письме из Мекки Икс признавался, что опыт его общения с белыми во время хаджа убедил его «перестроить» своё мышление в отношении расового вопроса и «отбросить некоторые предшествующие заключения». В 1965 году, за два дня до смерти Икс беседовал с Гордоном Парксом, которому сказал:

Общение с такими лидерами, как Насер, бен Белла и Нкрума привело меня к осознанию опасностей расизма. Я понял, что расизм — это проблема не только чёрных и белых. Он был причиной кровавых конфликтов практически во всех странах Земли в тот или иной период.
Брат, помнишь случай, когда белая девушка из колледжа пришла в ресторан — она хотела помочь [чёрным] мусульманам и белым объединиться, а я сказал ей: нет, даже не думай, и она ушла в слезах? Что же, я дожил до времени, когда сожалею об этом. Во многих частях африканского континента я видел белых студентов, помогающих чёрным людям. Такое уничтожает многие спорные доводы. Будучи [чёрным] мусульманином, я натворил много того, о чём теперь сожалею. Тогда я был зомби — как и все [чёрные] мусульмане, я был загипнотизирован: мне указали некоторое направление и приказали идти строем. Что же, человек имеет право делать глупости, если готов заплатить за это. Я заплатил двенадцатью годами.
Это были неудачные эпизоды, брат. Болезненное безумие тех дней — я рад, что освободился от этого.
Оригинальный текст (англ.)[L]istening to leaders like Nasser, Ben Bella, and Nkrumah awakened me to the dangers of racism. I realized racism isn’t just a black and white problem. It’s brought bloodbaths to about every nation on earth at one time or another.

Brother, remember the time that white college girl came into the restaurant — the one who wanted to help the [Black] Muslims and the whites get together — and I told her there wasn’t a ghost of a chance and she went away crying? Well, I’ve lived to regret that incident. In many parts of the African continent I saw white students helping black people. Something like this kills a lot of argument. I did many things as a [Black] Muslim that I’m sorry for now. I was a zombie then — like all [Black] Muslims — I was hypnotized, pointed in a certain direction and told to march. Well, I guess a man’s entitled to make a fool of himself if he’s ready to pay the cost. It cost me 12 years.

That was a bad scene, brother. The sickness and madness of those days — I’m glad to be free of them.

## Наследие
Некоторые считают Малкольма Икса одним из величайших и наиболее влиятельных афроамериканцев в истории. Ему приписывают заслуги в повышении уровня самосознания афроамериканцев и установлении их связи с африканским наследием. Икс стал одним из главных проповедников ислама в чёрном сообществе США. По мнению многих чернокожих американцев, в особенности жителей северных и западных штатов, Иксу удалось сформулировать их чаяния лучше, чем кому-либо из известных представителей движения за гражданские права афроамериканцев. Один из биографов пишет, что выразив разочарование чернокожих американцев, Икс «ясно выразил цену, которую белая Америка должна была бы заплатить, если бы отказалась принять законные требования чёрной Америки».
В конце шестидесятых годов XX века всё более и более радикальные афроамериканские активисты часто опирались на личность Икса и его учения в своей деятельности. Формирование движений «Чёрная власть» и Движение чёрных искусств во многом было вдохновлено деятельностью Малкольма Икса. Корни популярного слогана «Чёрный — это красиво» (англ. Black is beautiful) также восходят к его личности. В конце восьмидесятых и начале девяностых годов некоторые хип-хоп-коллективы, в частности, Public Enemy, стали воспевать Икса как икону своей эпохи, что пробудило интерес к его жизни в молодёжной среде. Изображения Икса присутствовали в сотнях тысяч домов, офисов, школ, а также на футболках и куртках. Новая волна его популярности достигла пика в 1992 году, когда на экраны вышел фильм «Малкольм Икс», адаптация автобиографии Икса, которую он начал писать в 1963 году в соавторстве с Алексом Хейли. Примечательны слова Икса, адресованные писателю: «Если я буду жив к тому моменту, когда выйдет книга, это будет чудом». Автобиография была завершена и опубликована Хейли спустя несколько месяцев после убийства Малкольма Икса. В 1998 году журнал Time назвал автобиографию одной из десяти наиболее влиятельных нехудожественных книг XX столетия.

### Воплощения в театре и кинематографе
- Джеймс Эрл Джонс, картина «Величайший», 1977 год[255].
- Дик Энтони Уильямс, телевизионный мини-сериал «Король», 1978 год[256]; телевизионный сериал-антология «Американский театр», постановка пьесы Джеффа Стетсона «Встреча», 1989 год[257].
- Эл Фримен-младший, телевизионный мини-сериал «Корни: Новое поколение», 1979 год[258].
- Морган Фримен, телевизионный фильм «Смерть пророка», 1981 год[259].
- Бен Холт, опера «Икс, жизнь и времена Малкольма Икса» в Нью-йоркской городское опере, 1986 год[260].
- Дензел Вашингтон, фильм Малкольм Икс (Malcolm X), 1992 год. Кинокритик Роджер Эберт и режиссёр Мартин Скорсезе назвали картину одним из десяти лучших фильмов девяностых годов[261]. Ранее Вашингтон сыграл Икса в постановке 1981 года When the Chickens Came Home to Roost («Что посеешь, то и пожнешь»), вышедшей на малых нью-йоркских площадках[262]. Интерес представляют и некоторые другие воплощения.
- Гэри Дурдан, телевизионный фильм «Король мира», 2000 год[263].
- Джо Мортон, телевизионный фильм «Али: Американский герой», 2000 год[264].
- Марио Ван Пиблз, картина «Али», 2001 год[265].
- Линдсей Оуэн Пьер, телевизионный фильм «Бетти и Коретта», 2013 год[266].
- Найджел Тэтч, фильм «Сельма», 2014 год[267].
- Найджел Тэтч, сериал «Крёстный отец Гарлема», 2019 год[268].
- Кингсли Бен-Адир, фильм «Одна ночь в Майами», 2020 год.
- Аарон Пьер[англ.], телесериал «Гений», 4-й сезон, 2024 год.

### Память
Мемориал Malcolm X House Site, созданный на месте первого дома Икса, расположен по адресу Пинкни-стрит, 3488 в северной части Омахи, штат Небраска. В 1965 году владельцы дома снесли его, не подозревая о его непосредственной связи с судьбой известного оратора. В 1984 году мемориал был внесён в Национальный реестр исторических мест США, а через три года он пополнил исторический реестр примечательных мест Небраски. Ныне место дома обозначает специальный указатель. Место проживания Икса в Лансинге, штат Мичиган, также отмечено историческим указателем, установленным в 1975 году. Кроме того, в городе расположена Академия эль-Хаджа Малика эш-Шабазза, независимая школа с общественным финансированием. Для академии, расположенной на месте начальной школы Малкольма, характерна идеология афроцентризма.

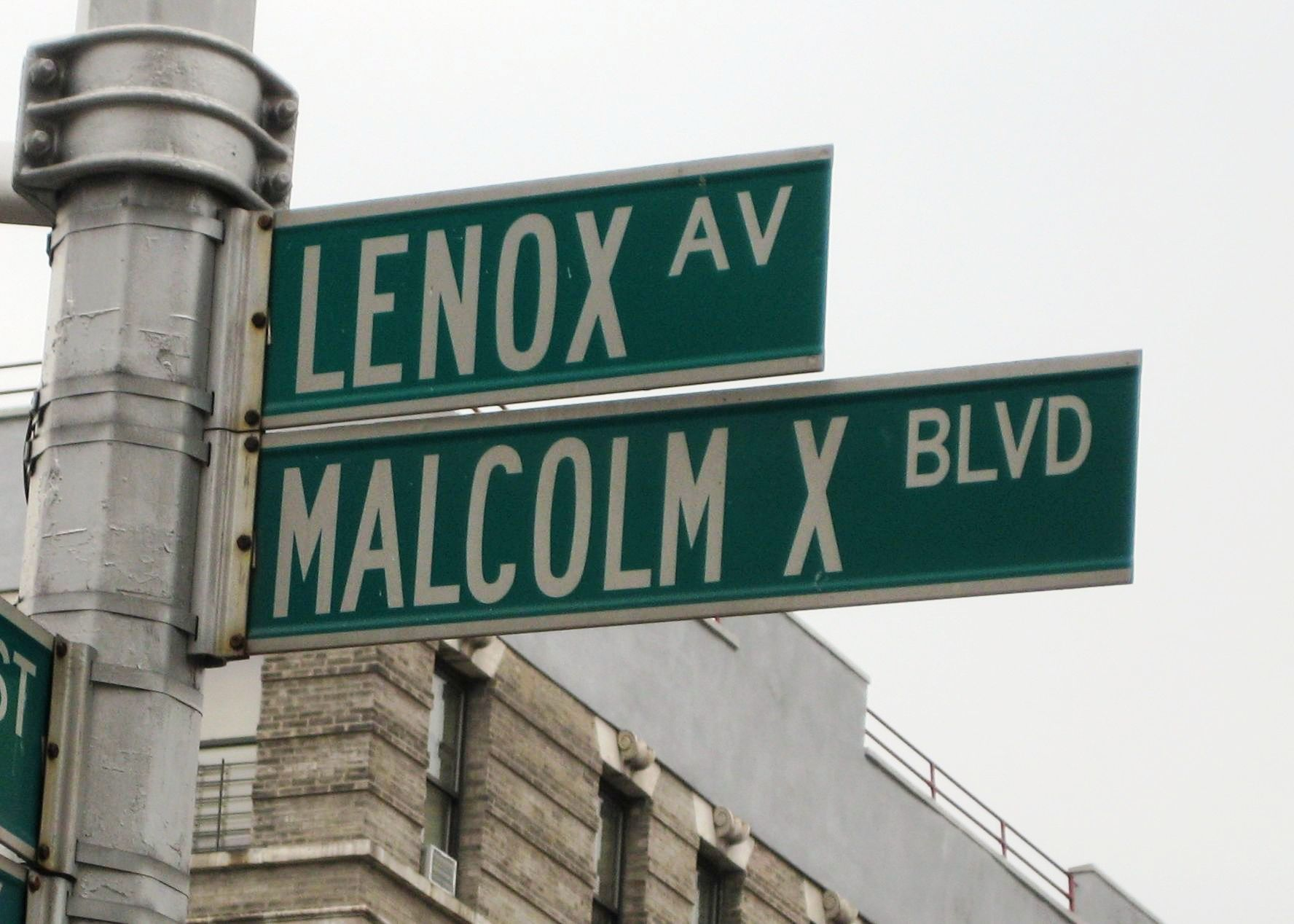
Бульвар Малкольма Икса в Нью-Йорке

19 мая, в день рождения Малкольма Икса, в ряде городов мира отмечается праздник его имени. Первое упоминание о празднованиях относится к 1971 году, когда последователи Икса почтили его память в столице США. Власти калифорнийского Беркли объявили день рождения Икса городским праздником в 1979 году. Именем Малкольма Икса названы несколько улиц в ряде американских городов. В 1987 году мэр Нью-Йорка Эд Коч объявил о переименовании гарлемской Ленокс-авеню в бульвар Малкольма Икса. В 1985 году аналогичное название получила Рейд-авеню в Бруклине. В 1997 году бульвар Малкольма Икса (ранее — Окленд-авеню) появился в Далласе, штат Техас. Наконец, в 2010 году имя Икса получила Мэйн-стрит в Лансинге.
Именем Икса были названы десятки школ, в том числе Старшая школа имени Малкольма Икса Шабазза в Ньюарке, штат Нью-Джерси, Городская старшая школа имени Малкольма Шабазза в Мадисоне, штат Висконсин и Колледж имени Малкольма Икса в Чикаго, штат Иллинойс. В 1996 году была открыта первая библиотека, названная именем Икса, — Библиотека и центр исполнительских искусств имени Малкольма Икса при Общественной библиотеке Сан-Диего, штат Калифорния.
В 1999 году Почтовая служба США выпустила марку с изображением Малкольма Икса. В 2005 году было объявлено о создании Мемориального и образовательного центра имени Малкольма Икса и доктора Бетти Шабазз, который функционирует в системе Колумбийского университета. Мемориал расположен в танцевальном зале «Одюбон», где произошло убийство Икса. Коллекции бумаг Икса выставлены в Шомбургском центре исследований чёрной культуры и Библиотеке имени Роберта В. Вудраффа.

## Комментарии
1. ↑  Почётное название «эль-хадж» («хаджи») было дано ему за совершение паломничества в Мекку[2].
2. ↑  англ. I did many things as a [Black] Muslim that I’m sorry for now. I was a zombie then… pointed in a certain direction and told to march.
3. ↑  Около пятнадцати тысяч в долларах 2010 года[11].
4. ↑  англ. no realistic goal for a nigger
5. ↑  англ. mentally disqualified for military service
6. ↑  англ. steal us some guns, and kill us [some] crackers
7. ↑  «Крэкер» — традиционное оскорбительное название белых американцев, в особенности — бедных жителей южных штатов.
8. ↑  англ. the first man I had ever seen command total respect… with words
9. ↑  англ. For me, my “X” replaced the white slavemaster name of “Little” which some blue-eyed devil named Little had imposed upon my paternal forebears.
10. ↑  Храмы Нации ислама нумеровались в порядке основания[47].
11. ↑  англ. powerfully built
12. ↑  Согласно одной из версий, она была названа в честь Аттилы[62]. Впрочем, в интервью 1992 года Атталла опровергла эту точку зрения, сказав, что её имя переводится с арабского как «Божий дар»[63].
13. ↑  англ. You’re not in Alabama or Georgia. This is New York!
14. ↑  англ. No one man should have that much power.
15. ↑  Отвечая на вопрос о численности организации, Икс говорил: «Те, кто знают, не говорят, а те, кто говорят, не знают»[90].
16. ↑  англ. chump
17. ↑  англ. stooges
18. ↑  Отношение Кинга к Иксу было смешанным. Он считал его красноречивым, не соглашаясь при этом со многими его политическими и философскими высказываниями. При этом Кинг говорил, что не претендует на исключительную правду, и признавал, что в некоторых вопросах правым может оказаться и Икс. Кинг признавался, что ему хотелось бы меньше слышать о насилии от Малкольма, и в свете того, что, по мнению Кинга, Икс не предлагал никакого позитивного, творческого решения проблемы, Кинг считал, что Икс наносит ущерб как себе, так и всему чёрному сообществу[100].
19. ↑  англ. run by whites in front of a statue of a president who has been dead for a hundred years and who didn’t like us when he was alive
20. ↑  англ. chickens coming home to roost
21. ↑  англ. chickens coming home to roost never did make me sad; they’ve always made me glad.
22. ↑  «Времени на основательную дискуссию между ними не оставалось. Они были сфотографированы тепло приветствующими друг друга, улыбающимися и пожимающими руки»[113].
23. ↑  «Затворы камер щёлкнули. На следующий день Chicago Sun-Times, New York World Telegram and Sun и другие ежедневные издания вышли с изображением пожимающих руки Малкольма и Мартина»[114].
24. ↑  англ. all colors, from blue-eyed blonds to black-skinned Africans
25. ↑  англ. If you want a nigger for your neighbour, vote Labour.
26. ↑  Militant Labor Forum; «Militant» — также название газеты Социалистической рабочей партии США.
27. ↑  англ. hypocrites like Malcolm should have their heads cut off.
28. ↑  англ. anyone who opposes the Honorable Elijah Muhammad puts their life in jeopardy.
29. ↑  англ. tell him he’s as good as dead.
30. ↑  англ. Malcolm X is going to be bumped off.
31. ↑  англ. such a man as Malcolm is worthy of death.
32. ↑  англ. Nigger! Get your hand outta my pocket!
33. ↑  В эпилоге к «Автобиографии Малкольма Икса» Алекс Хейли писал, что Малкольм сказал «Хватит! Хватит! Не горячитесь. Давайте успокоимся, братья» (англ. Hold it! Hold it! Don’t get excited. Let’s cool it, brothers[157]. Однако на аудиозаписи слышен лишь призыв «Хватит!», повторённый Иксом десять раз[158].
34. ↑  англ. our shining black prince
35. ↑  англ. There are those who will consider it their duty, as friends of the Negro people, to tell us to revile him, to flee, even from the presence of his memory, to save ourselves by writing him out of the history of our turbulent times. Many will ask what Harlem finds to honor in this stormy, controversial and bold young captain — and we will smile. Many will say turn away — away from this man, for he is not a man but a demon, a monster, a subverter and an enemy of the black man — and we will smile. They will say that he is of hate — a fanatic, a racist — who can only bring evil to the cause for which you struggle!And we will answer and say to them: Did you ever talk to Brother Malcolm? Did you ever touch him, or have him smile at you? Did you ever really listen to him? Did he ever do a mean thing? Was he ever himself associated with violence or any public disturbance? For if you did you would know him. And if you knew him you would know why we must honor him.
36. ↑  англ. the shocking and tragic assassination of your husband.
37. ↑  англ. While we did not always see eye to eye on methods to solve the race problem, I always had a deep affection for Malcolm and felt that he had a great ability to put his finger on the existence and root of the problem. He was an eloquent spokesman for his point of view and no one can honestly doubt that Malcolm had a great concern for the problems that we face as a race.
38. ↑  англ. Malcolm X got just what he preached
39. ↑  англ. We didn’t want to kill Malcolm and didn’t try to kill him
40. ↑  англ. We know such ignorant, foolish teachings would bring him to his own end.
41. ↑  англ. an extraordinary and twisted man
42. ↑  англ. turn[ed] many true gifts to evil purpose
43. ↑  англ. strangely and pitifully wasted
44. ↑  англ. even his sharpest critics recognized his brilliance — often wild, unpredictable and eccentric, but nevertheless possessing promise that must now remain unrealized.
45. ↑  англ. will have a place in the palace of martyrs.
46. ↑  англ. a host of Africans and Americans who were martyred in freedom’s cause
47. ↑  англ. Malcolm was murdered because he fought for freedom and equal rights
48. ↑  англ. another racist crime to eradicate by violence the struggle against discrimination
49. ↑  Имена всех участников преступления были установлены позже.
50. ↑  англ. Was Malcolm your traitor or ours? And if we dealt with him like a nation deals with a traitor, what the hell business is it of yours? A nation has to be able to deal with traitors and cutthroats and turncoats.
51. ↑  англ. I may have been complicit in words that I spoke
52. ↑  англ. I acknowledge that and regret that any word that I have said caused the loss of life of a human being.
53. ↑  англ. created the atmosphere that ultimately led to Malcolm X’s assassination.
54. ↑  англ. The Honorable Elijah Muhammad teaches us that…
55. ↑  В общении с Луисом Ломаксом Икс сказал: «Я буду чествен с вами. Все говорят о различиях между Вестником и мной. Мы абсолютно не можем отличаться»[216].
56. ↑  англ. history proves the white man is a devil.
57. ↑  англ. Anybody who rapes, and plunders, and enslaves, and steals, and drops hell bombs on people… anybody who does these things is nothing but a devil.
58. ↑  В беседе с Луисом Ломаксом Икс сказал, что «Вестик — это пророк Аллаха»[223]. В другом разговоре он утверждал, что «Мы никогда не упоминали о Почтенном Элайдже Мухаммаде как о пророке»[224].
59. ↑  англ. by whatever means necessary
60. ↑  англ. Then I’m for it.
61. ↑  англ. rearrange
62. ↑  англ. toss aside some of [his] previous conclusions
63. ↑  англ. made clear the price that white America would have to pay if it did not accede to black America’s legitimate demands.
64. ↑  англ. If I’m alive when this book comes out, it will be a miracle.

## Публикации Малкольма Икса
- The Autobiography of Malcolm X / Malcolm X, with the assistance of Alex Haley. — New York : Grove Press, 1965. — OCLC 219493184.
  - То же. — New York : One World, 1992. — ISBN 978-0-345-37671-8.
- Malcolm X. Malcolm X Speaks : Selected Speeches and Statements / George Breitman, ed. — New York : Merit Publishers, 1965. — OCLC 256095445.
  - То же. — New York : Grove Weidenfeld, 1990. — ISBN 978-0-8021-3213-0.
- Malcolm X. Malcolm X Talks to Young People. — New York : Young Socialist Alliance, 1965. — OCLC 81990227.
- Malcolm X. Malcolm X Talks to Young People : Speeches in the United States, Britain, and Africa / Steve Clark, ed. — New York : Pathfinder Press, 1991. — ISBN 978-0-87348-962-1.
- Malcolm X. Two Speeches by Malcolm X. — New York : Pathfinder Press, 1965. — OCLC 19464959.
- Malcolm X. Malcolm X on Afro-American History. — New York : Merit Publishers, 1967. — OCLC 78155009.
- Malcolm X. The Speeches of Malcolm X at Harvard / Archie Epps[англ.], ed. — New York : Morrow, 1968. — OCLC 185901618.
  - То же. — New York : Paragon House, 1991. — ISBN 978-1-55778-479-7.
- Malcolm X. By Any Means Necessary : Speeches, Interviews, and a Letter by Malcolm X / George Breitman, ed. — New York : Pathfinder Press, 1970. — OCLC 249307.
  - То же. — New York : Pathfinder Press, 1989. — ISBN 978-0-87348-150-2.
- Malcolm X. The End of White World Supremacy : Four Speeches by Malcolm X / Benjamin Karim, ed. — New York : Arcade, 1971. — OCLC 149849.
  - То же. — New York, 1989. — ISBN 978-1-55970-006-1.
- Malcolm X. The Last Speeches / Bruce Perry, ed. — New York : Pathfinder Press, 1989. — ISBN 978-0-87348-543-2.
- Malcolm X. February 1965 : The Final Speeches / Steve Clark, ed. — New York : Pathfinder Press, 1992. — ISBN 978-0-87348-749-8.
- Malcolm X. The Diary of Malcolm X : 1964 / Herb Boyd[англ.] and Ilyasah Shabazz[англ.], eds. — Chicago : Third World Press, forthcoming.